# Рублёвское шоссе
Рублёвское шоссе́ — улица Москвы в Можайском районе и в районах Фили-Давыдково, Филёвский Парк, Кунцево и Крылатское Западного административного округа. Проходит от Кутузовского проспекта до границы города в районе пересечения с МКАД.

## Описание
Рублёвское шоссе начинается как небольшая дорога, берущая начало от Кутузовского проспекта в районе станции метро «Славянский бульвар», и проходит на северо-запад. Сразу после этого она пересекает Белорусское направление Московской железной дороги по Старорублёвскому путепроводу. Этот начальный участок заканчивается на пересечении с Кастанаевской улицей вблизи с примыканием к ней Житомирской улицы недалеко от наземных станций метро «Кунцевская».
Основная трасса шоссе начинается от места перехода Кутузовского проспекта в Можайское шоссе через 2-й Минский путепровод как продолжение Аминьевского шоссе и проходит на север. Поле этого шоссе пересекают четыре путепровода: путепровод Маршала Неделина, соединяющий улицы Алексея Свиридова и Красных Зорь, на которые имеются съезды, путепровод Белорусского направленния МЖД, эстакада Северного дублёра Кутузовского проспекта и путепровод Ивана Франко, по которому проходит одноимённая улица, на которую также имеются съезды.
Затем справа к шоссе примыкает Кастанаевская улица, после которого оно пересекает по Кунцевскому путепроводу пути одноимённых станций Филёвской и Арбатско-Покровской линий метро, Малую Филёвскую и Молдавскую улицы, на которые имеются съезды. От первой улицы справа от основной проходит старая трасса шоссе, не соединённая с начальным участком, описанным выше; к ней примыкает Звенигородская улица.
После этого основной ход шоссе поворачивает на северо-запад, где к начинающимся отсюда дублёрам примыкают справа 1-я и 2-я Крылатские улицы, а слева — Истринская улица. Здесь же расположена разворотная эстакада с направления «в центр» с основного хода на направление «из центра» на дублёр. Шоссе пересекает Крылатскую и Ярцевскую улицы, на которые имеются съезды, соединённые Ярцевским тоннелем; здесь же справа примыкает улица Крылатские Холмы. Далее дорога проходит по эстакаде, к дублёра внизу примыкают справа Рубежный проезд и Осенний бульвар, слева — улица Академика Павлова и улица Маршала Тимошенко; также слева параллельно идёт аллея 11-ти Героев Сапёров.
За примыканием справа Осенней улицы справа и за расположенной слева Центральной клинической больницы Управления делами президента шоссе проходит сквозь лес. Перед пересечением с 61-м километром МКАД слева ответвляется Рублёво-Успенское шоссе, тут же примыкает улица Академика Чазова. За МКАД шоссе продолжается как небольшая дорога уже по территории Московской области, упираясь во въезд на территорию Рублёвской станции водоподготовки. Здесь справа к нему примыкает Обводное шоссе, ведущее к посёлку Рублёво, входящего в состав Москвы.

## История

### Возникновение
Возникло в 1903 году в связи с сооружением Рублёвской водопроводной станции как шоссе, идущее вдоль основной магистрали Москворецкого водопровода от водозабора в Рублёве до водонапорного резервуара на Воробьёвых горах. В 1912 году на трассе шоссе был сооружён Старый Рублёвский мост через реку Сетунь. К Рублёвскому шоссе (между современными Минской и Давыдковской улицами) примыкала территория «ближней» кунцевской дачи Сталина.

### В составе Москвы
В результате перепланировки территории вокруг нового здания МГУ в 1950—1953 годах Рублёвское шоссе между Воробьёвским шоссе (примерно от места современной смотровой площадки на Воробьёвых горах) и Мичуринским проспектом было ликвидировано. В 1960 году шоссе на всём своём протяжении вошло в состав Москвы. Тогда же отрезок шоссе между Мичуринским проспектом и Мосфильмовской улицей вошёл в состав Университетского проспекта. В 1965 году шоссе близ станции метро «Кунцевская» было перерезано наземной Филёвской линией метрополитена. В 1966 году отрезок шоссе между Давыдковской улицей и Можайским шоссе вошёл в состав Славянского бульвара. Почти всю прежнюю трассу следования шоссе можно проследить по современным картам. Так, в районе пересечения с Белорусским направлением МЖД сохранилась прямая аллея , указывающая на место, где ранее был переезд. Позже трасса шоссе пошла чуть севернее, по мосту.
В 1973 году северный участок шоссе с уклоном на юг был соединён с Аминьевским шоссе, в результате чего образовался старый участок шоссе между Кутузовским проспектом и Кастанаевской улицей, который получил неофициальное название Старорублёвское шоссе.
В 1987 году отрезок бывшего шоссе между Мосфильмовской улицей и улицей Довженко был назван улицей Улофа Пальме.
В 1987—1989 годах произведена реконструкция шоссе: сооружена трёхполосная дорога для движения автомобилей из центра города в сторону МКАД (прежнее двухполосное Рублёвское шоссе стало использоваться для движения в центр города, затем его расширили до трёх полос движения), а также построили развязки с Рублёво-Успенским шоссе и Ярцевской/Крылатской улицей. В 1996 году шоссе было расширено на отрезке от Рублёво-Успенского шоссе до МКАД.
В 2012—2013 годах проведена комплексная реконструкция шоссе, в частности, с сооружением эстакады на пересечениях с улицей Академика Павлова и Рубежным проездом, а также улицей Маршала Тимошенко и Осенним бульваром.

## Примечательные здания и сооружения

### По нечётной стороне
- № 1 — Поликлиника № 6 ФСБ России.
- № 5 — Росгосстрах.
- № 7 — Фили-Давыдково ИС ГКУ диспетчерская.
- № 9 — Управление культуры ЗАО; Московская областная коллегия адвокатов — филиал № 18.
- № 87 к 2 — Детский сад № 1334 Малинки.
- № 89 к 3 — ЖСК «Огонёк».
- № 99 к 1 — МосГорУслуга; Издательский дом Деловое обозрение; Зимний сад.
- № 99 к 4 — Сбербанк России.
- № 99 к 5 — Homos банк.
- № 109 к 1 — Московский музей кошки.
- № 115 — Детский сад № 1298 для детей с нарушением речи.
- № 121 — Школа «Олимп плюс».
- № 135 — Научный центр сердечно-сосудистой хирургии им. Бакулева.

### По чётной стороне
- № 10 — Спортивно-оздоровительный центр «Olimpic Star» (1998—2002, Моспроект-2, архитекторы А. Асадов, А. Ларин, А. Рождественский, Я. Миронова и другие)[1].
- № 42, корп. 1 — Административно-деловой и торговый центр «Галерея ZAR» (1999—2002, Моспроект-4, архитекторы В. Ленок, В. Фурсов, Т. Минеева, Л. Кистерёва, А. Пестова)[1].
- № 62 — торгово-развлекательный комплекс «ЕвроПарк» (2005, архитекторы Б. Левянт, Б. Стучебрюков, С. Джабраилов)[2].

## Транспорт
В начале шоссе — станция метро  Кунцевская, по начальному участку шоссе проходят автобусы 11, 16, 45, 58, 89, 135, 178, 190, 236, 459, 464, 575, 610, 612, 688, 688к, 733, 733к, 867; в середине — 127, 129, 229, 251, 251к, 376, 554, 626, 660, 688, 732, 733, 733к, 829, 832, 850, т19; по конечному — 127, 129, 376, 626, 660, 798.